# OneCoin
OneCoin (ванкойн, от One — единица, Coin — монета) — финансовая пирамида под видом реализации «учебных пакетов» через сетевой маркетинг, запущенная гражданкой Болгарии Ружей Игнатовой в 2014 году.
OneCoin позиционировалась компанией как «цифровая валюта, которая основана на криптографии», как аналог системы Биткойн. При этом изначально были существенные отличия от того, что обычно принято считать криптовалютой:
- у OneCoin отсутствует одноранговая сеть, «майнингом» занимается исключительно сама компания «One Coin Limited» (Гибралтар) без описания собственно процедуры;
- операции доступны только через подконтрольные «One Coin Limited» сайты (в личном кабинете, МЛМ сеть OneLife, через платформу DealShaker);
- нет открытого доступа к блокчейну, его наличие лишь декларируется, но при этом контроль над базой транзакций находится только у «One Coin Limited».

В электронном издании CoinTelegraph, специализацией которого являются вопросы криптовалют, в 2015 году было опубликовано две статьи, в которых для OneCoin усматривались признаки финансовой пирамиды. Аналогичная оценка была дана и другими изданиями как из-за особенностей генерации ванкойнов, так и из-за многих людей, играющих в OneCoin значительную роль, а ранее участвовавших в других пирамидальных схемах.
В 2017 году Ружа Игнатова не явилась на запланированное мероприятие и скрытно выехала из Болгарии. С тех пор о ней нет сведений. Стало известным, что у OneCoin отсутствуют элементы, присущие криптовалютам, в том числе нет технологии блокчейна. Тем не менее, по состоянию на ноябрь 2019 года компания продолжала привлекать новых клиентов. По разным оценкам, по всему миру в пирамиду было вложено от 4 до 15 млрд евро.
В 2022 году Игнатову объявили в розыск по обвинению в мошенничестве как Европол, так и ФБР. В 2024 году за помощь в её поимке ФБР увеличило вознаграждение до 5 млн долларов.

## Концепция
Для реализации ванкойнов компания «One Coin Ltd» использует сетевой маркетинг. По информации от компании, её основным бизнесом является продажа учебных материалов по биржевой торговле в виде видеоуроков, которые учат людей пользованию криптовалютой, поэтому юридически компания не имеет никаких финансовых обязательств перед участниками. Менеджмент и руководство компании специально подчёркивали это в пресс-релизах, в которых указывалось, что ванкойны в «личном кабинете пользователя» — лишь способ научить людей работать с криптовалютой, не имеют за собой никакого реального обеспечения и не являются финансовыми обязательствами какого-либо юридического или физического лица перед кем-либо. Бесплатный ознакомительный пакет предоставляет общую информацию о OneCoin и электронную книгу «Думай и богатей». Учебные пакеты имеют 7 уровней с ценой от 110 до 118 000 евро. Пакеты предоставляют некоторое количество «токенов», которые могут использоваться для «добычи» ванкойнов. Объём допустимых операций, в том числе уровень компенсаций за привлечение рефералов, зависит от уровня купленного участником учебного пакета. Прямая продажа ванкойнов за фидуциарные деньги компанией «One Coin Ltd» не производилась, но их можно было купить у других участников на внутренней площадке обмена.
Компания ориентировалась не только на европейцев. За первое полугодие 2016 года более 2/3 поступлений шло из Китая (около 425 млн евро). Германия и Великобритания обеспечили примерно по 30 млн евро, США — около 25 млн евро, несколько миллионов дал Гонконг. В дальнейшем постепенно шло увеличение доли африканских и азиатских стран с небогатым населением.

## Критика
Электронное издание «cointelegraph.com» считает OneCoin аферой и финансовой пирамидой. Специальное расследование издания не смогло найти независимых подтверждений для тех регалий Ружи Игнатовой, которые указаны на официальном сайте компании. CoinTelegraph обратил внимание на то, что информация об образовании и деятельности Ружи Игнатовой до создания OneCoin подтверждается только ссылками на связанные с ней самой источники.
Приводимая на сайте OneCoin фотография обложки майского номера за 2015 год болгарского издания журнала Forbes, в котором размещено интервью с Ружей Игнатовой, не соответствует фотографии обложки того же журнала на официальном сайте Forbes. В журнале действительно есть материал о Руже Игнатовой, который является платной рекламой, а не редакционным интервью.
При личной встрече потенциальных инвесторов с официальными представителями OneCoin ответы на технические вопросы не были подробными и не имели смысла, если интерпретировать их на основе того, что обычно считается истинным для криптовалют.
Менеджеры говорят о цене OneCoin, но её не удаётся проверить по независимым источникам. Например, по состоянию на конец мая 2017 года ни одна независимая площадка обмена не производила операций с ванкойнами. По мнению издания «cointelegraph.com», указанная на сайте OneCoin цена являются «самокотировкой», не формируемой объективным рынком.
Британская газета Daily Mirror написала, что OneCoin/OneLife — это мошенничество на основе стремления к быстрому обогащению, называя его «на практике бесполезным» Аналогичное мнение высказывается в журналистском расследовании BBC, в котором отмечают централизацию обработки информации только у компании-эмитента, которая могла произвольно изменять любые данные, так как не было блокчейна, его лишь имитировала обычная база SQL.

## Официальные решения и предписания
Венгерский национальный банк издал предупреждение о том, что OneCoin является пирамидальной схемой.
28 апреля 2017 года Банк Таиланда выпустил предупреждение против OneCoin, заявив, что это незаконная цифровая валюта, которая не должна использоваться в торговле.
12 июля 2017 Управление по финансовым рынкам Австрии обнародовало заявление, согласно которому компания OneCoin не имеет права осуществлять банковские операции в Австрии, требующие лицензии.

### Заявление болгарской Комиссии по финансовому надзору
Болгарская Комиссия по финансовому надзору 30 сентября 2015 года опубликовала специальное сообщение, посвящённое OneCoin. Потенциальные инвесторы информируются о том, что приобретение, торговля и оплата через OneCoin и другие криптовалюты не регулируется существующим в ЕС и национальным болгарским законодательством о рынках капитала. OneCoin, как и другие виртуальные валюты, не признаётся и не рассматривается в качестве финансового инструмента. Потенциальные инвесторы уведомляются о том, что инвестиции в криптовалюты представляют высокий риск. В случае банкротства организатора подобные инвестиции не подлежат компенсации из «Фонда компенсаций инвесторам». После предупреждения OneCoin прекратил всю деятельность в Болгарии и начал использовать неболгарские банки для обработки платежей от болгарских участников.

### Управление по финансовому регулированию и надзору Великобритании
В сентябре 2016 года Управление по финансовому регулированию и надзору Великобритании (FSA) заявило, что OneCoin Ltd не совершает никаких действий, которые требуют лицензирования, однако есть обеспокоенность потенциальными рисками, которые эта фирма создаёт для потребителей в Великобритании. В заявлении потребителей, которые считают, что они были обмануты, призвали связаться с отделом мошенничества лондонской полиции, которое ведёт соответствующее расследование.

### Решение Итальянского антимонопольного управления
Итальянское антимонопольное управление (итал. Autorità garante della concorrenza e del mercato) в декабре 2016 года приняло временный запрет на деятельность компании One Network Services Ltd. по продвижении и распространении криптовалюты OneCoin, описывая их деятельность как «незаконную пирамидальную систему продаж» («sistema di vendita piramidale vietato dalla legge»). 27 февраля 2017 года после завершения расследования регулятор запретил все действия с OneCoin до дальнейшего уведомления.

### Решение Федерального управления финансового надзора Германии
В феврале 2017 года Федеральное управление финансового надзора Германии заморозило 29 миллионов евро на банковских счетах, которые использовались для отмывания денег в сети OneCoin. Кроме того, компания IMS International Marketing Services GmbH получила предписание прекратить все несанкционированные транзакции, связанные с OneCoin, и вернуть самые последние денежные транзакции своим инвесторам. В апреле 2017 года регулятор приказал «OneCoin Ltd» прекратить весь бизнес в Германии и запретил торговлю ванкойнами.

### Комитет государственных доходов Министерства финансов Казахстана
В апреле 2017 года комитет государственных доходов Министерства финансов Казахстана прокомментировал «схему работы псевдокриптовалютной пирамиды OneCoin в Астане». По их мнению, «продукт OneCoin фактически не является криптовалютой, а представляет собой аналог электронных платёжных единиц, широко используемых в онлайн-играх, соответственно, вся информация, внушаемая вкладчикам компании о возможности получения сверхприбыли, является преступным вымыслом, направленным на незаконное завладение денежными средствами вкладчиков».

### Заявление Комиссии по финансовым услугам Белиза
29 мая 2017 года Международная комиссия по финансовым услугам Белиза (IFSC) выпустила предупреждение о том, что «OneLife Network Ltd» ведёт торговую деятельность без лицензии или разрешения от IFSC или любого другого органа. В адрес компании было направлено предложение прекратить незаконный торговый бизнес.

### «Вьетнамская лицензия»
16 июня 2017 года от руководства OneCoin Ltd. было распространено заявление о том, что OneCoin лицензируется правительством Вьетнама и получает законную возможность использования во Вьетнаме в качестве цифровой валюты. 20 июня 2017 года Министерство планирования и инвестиций Вьетнама опубликовало заявление о поддельности документа, который OneCoin использовал в качестве доказательства легализации. Министерство предупредило людей и предприятия о бдительности, если они столкнулись с этим документом.